# Ханс Кристоф фон Фрайберг-Айзенберг-Алмендинген
Ханс/Йохан Кристоф Рудолф Албрехт фон Фрайберг-Айзенберг-Алмендинген (на немски: (Hans) Johann Christoph Rudolf Albrecht Baron von Freyberg-Eisenberg-Allmendingen; * 27 юли 1874, Аллмендинген, Вюртемберг; † 11 март 1930, Алмендинген) от швабския благороднически род „фон Фрайберг-Айзенберг-Алмендинген“, е фрайхер (барон) на Фрайберг-Айзенберг-Алмендинген в Баден-Вюртемберг.
Линията „Фрайберг-Айзенберг-Алмендинген“, образувана ок. 1370 г. съществува и днес.

## Фамилия
Ханс Кристоф се жени на 14 юни 1910 г. за Валбурга Мария Маргарета фон Рехберг-Ротенльовен-Хоенрехберг (* 20 декември 1888, Донцдорф; † 26 април 1973, Алмендинген), дъщеря на граф Ото фон Рехберг (1833 – 1918) и принцеса Тереза Катарина Амалия Елиза Леополдина Констанца фон Хоенлое-Валденбург-Шилингсфюрст (1851 – 1923). Те имат шест деца:
- Ернст Ото фон Фрайберг-Айзенберг-Алмендинген (* 15 юни 1911, Алмендинген; † 11 ноември 1991, Ейнген), фрайхер, неженен
- Алфред Терес Ернст Антониус фон Фрайберг-Айзенберг-Алмендинген (* 12 януари 1913, Алмендинген), фрайхер
- Мария Шарлота фон Фрайберг-Айзенберг-Алмендинген (* 5 декември 1914, Алмендинген), неомъжена
- Франциска Йозефа Архус фон Фрайберг-Айзенберг-Алмендинген (* 11 март 1920, Алмендинген), неомъжена
- Ханс Дитрих фон Фрайберг-Айзенберг-Алмендинген (* 30 ноември 1922, Алмендинген), фрайхер
- Карл Игнациус Йозеф фон Фрайберг-Айзенберг-Алмендинген (* 1 февруари 1930, Алмендинген), фрайхер

## Галерия
- Старият дворец Аллмендинген
- Новият дворец Аллмендинген
- Реконструкция на замък Айзенберг